# Condado de Unicoi
O Condado de Unicoi é um dos 95 condados do Estado americano do Tennessee. A sede do condado é Erwin, e sua maior cidade é Erwin. O condado possui uma área de 483 km² (dos quais 1 km² estão cobertos por água), uma população de 17 667 habitantes, e uma densidade populacional de 37 hab/km² (segundo o censo nacional de 2000). O condado foi fundado em 1875.